# Seznam písní Marthy a Teny Elefteriadu
Toto je seznam písní Marthy a Teny Elefteriadu.

## Seznam
- poz. – píseň (autor hudby / autor textu písně) – rok – album

(h:/t:) – doposud nezjištěný autor hudby nebo textu
- (na doplnění)

## A
- A desky dál stárnou (Making Your Mind Up) – Martha Elefteriadu a Tena Elefteriadu – (Andy Hill, John Nigel Danter / Vladimír Čort) – 1983 – ...a desky dál stárnou (1983), Řecké prázdniny, Největší hity (2001), Ať se múzy poperou (2005)
- Agapise me (Zamiluj se do mě) – Martha Elefteriadu a Tena Elefteriadu – (h: / t:) – Děti z Pirea (1995)
- Ach, Sofia (Ach, Sofie) – Martha Elefteriadu a Tena Elefteriadu – (h: / t:) – Děti z Pirea (1995)
- Albatros – Martha Elefteriadu a Tena Elefteriadu – (Aleš Sigmund / Zdeněk Rytíř)
- Ama Lefterothi I Kriti – Martha Elefteriadu a Tena Elefteriadu – (Manos Hadjidakis / Manos Hadjidakis) – Řecké prázdniny (1977)
- Aspra, Kokkina, Kitrina, Ble – Martha Elefteriadu a Tena Elefteriadu – (Dem Moutsis / Dimos Moutsis) – Řecké prázdniny (1977)
- Aspri Mera – Martha Elefteriadu a Tena Elefteriadu – (Stavros Xarchakos / Nik Gatsos) – 1977 – Řecké prázdniny (1977), Řecké prázdniny, Největší hity (2001)
- Ať se múzy poperou (My Music) – Martha Elefteriadu a Tena Elefteriadu – (Jim Messina, Kenny Clark Loggins / Pavel Žák) – Ať se múzy poperou (1974), Ať se múzy poperou (2005)
- Až se vdám (On My Love) – Martha Elefteriadu a Tena Elefteriadu – (Jimmy Cliff / Aleš Sigmund) – Až se vdám... (1974)

## B
- Bílá skála (I mortes) – Martha Elefteriadu a Tena Elefteriadu – (G. Mouzakisy / Petr Ulrych) – 1971 – Řecké prázdniny, Největší hity (2001), Ať se múzy poperou (2005)
- Bílej dům (El condor pasa) – Martha Elefteriadu a Tena Elefteriadu – (traditional / Petr Ulrych) – Dál než slunce vstává (1970)
- Byl můj přítel (You´ve Got A Friend) – Martha Elefteriadu a Tena Elefteriadu – (Carole King / Pavel Žák) – Ať se múzy poperou (1974)
- Bouře – Martha Elefteriadu a Tena Elefteriadu – (Aleš Sigmund / Aleš Sigmund) – Bouře/Píseň pro vás (1969)

## C
- Co všem je známo (To Love Somebody) – Martha Elefteriadu a Tena Elefteriadu – (Barry Gibb – Robin Gibb  / Aleš Sigmund) – Hrej dál (1971)

## Č
- Čuk a Gek – Martha Elefteriadu a Tena Elefteriadu – (Aleš Sigmund / Ondřej Suchý) – 1974

## D
- Dachtilidakia – Martha Elefteriadu a Tena Elefteriadu – (řecká lidová / řecká lidová) – Řecké prázdniny (1977)
- Dál než slunce vstává (Midnight Special) – Martha Elefteriadu a Tena Elefteriadu – (traditional / Petr Ulrych) – Dál než slunce vstává (1970), Ať se múzy poperou (2005)
- Dancing In The Street – Martha Elefteriadu a Tena Elefteriadu – (Marvin Gaye, aranžmá Aleš Sigmund, Martha Elefteriadu / William Stevenson) – 1.4.1969 – Nejvíc má kdo se umí smát/Dancing In the Street (1969)
- Delfini Delfinaki – Martha Elefteriadu a Tena Elefteriadu – (Manos Loizos / Lefteris Papadapoulos) – 1977 – Řecké prázdniny (1977), Řecké prázdniny, Největší hity (2001)
- Děti z Pirea – Martha Elefteriadu a Tena Elefteriadu – (Manos Hadjidakis / Manos Hadjidakis) – Dál než slunce vstává (1970)
- Dimitroula Mou – Martha Elefteriadu a Tena Elefteriadu – (Pan Toundas / Pan Toundas) – 1977 – Řecké prázdniny (1977), Řecké prázdniny, Největší hity (2001)
- Dirlada (Oh, Dirlada) – Martha Elefteriadu a Tena Elefteriadu – (Pantelis Ginis /  – 1973 – Dirlada/Račte vstoupit (1972), Řecké prázdniny, Největší hity (2001), Ať se múzy poperou (2005)
- Dnes večer na pobřeží (Apopse stis akrojialies) – Martha Elefteriadu a Tena Elefteriadu – (h: / t:) – Řecké slunce (2001)
- Dnes večer nejsem k mání – Martha Elefteriadu a Tena Elefteriadu – (Aleš Sigmund / Aleš Sigmund) – Srdce na dlani... (1970), Ať se múzy poperou (2005)
- Dotěrný vítr (Fly To Hígh) – Martha Elefteriadu a Tena Elefteriadu – (Janis Ian / Vladimír Poštulka) – 1983 – ...a desky dál stárnou (1983), Řecké prázdniny, Největší hity (2001)
- Duku, duku (Duku, duku) – Martha Elefteriadu a Tena Elefteriadu – (h: / t:) – Nejkrásnější řecké písně (1992)
- Duhová zář – Martha Elefteriadu a Tena Elefteriadu – (Aleš Sigmund / Aleš Sigmund) – Ať se múzy poperou (1974)
- Dvě kresby tuší I. – (Michael Kocáb / Pavel Kopta) – Kresby tuší (1980)
- Dvě kresby tuší II. – (Michael Kocáb / Pavel Kopta) – Kresby tuší (1980)
- Dvě plus jeden – Martha Elefteriadu a Tena Elefteriadu a Ivan Mládek – (Tony Hicks / Pavel Žák) – Ať se múzy poperou (2005)[1]

## E
- Ena Tragudi Ap't'algeri (sirto) – Martha Elefteriadu a Tena Elefteriadu – (h: / t:) – V rytmu řeckého tance (2006)
- Erini (sirto) – Martha Elefteriadu a Tena Elefteriadu – (h: / t:) – V rytmu řeckého tance (2006)

## F
- Falešné brýle – Martha Elefteriadu a Tena Elefteriadu – (Aleš Sigmund, Martha Elefteriadu / Aleš Sigmund, Martha Elefteriadu)

## G
- Garifalo st´avti (Karafiát za uchem) – Martha Elefteriadu a Tena Elefteriadu – (h: / t:) – Nejkrásnější řecké písně (1992)
- Ghiorti Zeibekidon – Martha Elefteriadu a Tena Elefteriadu – (Ap Kaldaras / Pythagoras Papastamatiou) – Řecké prázdniny (1977)

## H
- Hej, živote (Ere zoi) – Martha Elefteriadu a Tena Elefteriadu – (h: / t:) – Řecké slunce (2001)
- Hlava se mi zatočila (One After 909) – Martha Elefteriadu a Tena Elefteriadu – (John Lennon, Paul McCartney / Aleš Sigmund) – Hrej dál (1971)
- Hop skok – Martha Elefteriadu a Tena Elefteriadu – (Aleš Sigmund, Martha Elefteriadu/ Aleš Sigmund) – Dál než slunce vstává (1970)
- Horizont – (Martin Kratochvíl / Oskar Petr) – Kresby tuší (1980)
- Horké slzy – Martha Elefteriadu a Tena Elefteriadu – (řecká lidová / Jan Fiala) – Srdce na dlani... (1970)
- Horký vítr – (Martin Kratochvíl / Martha Elefteriadu) – Kresby tuší (1980)
- Hotel svět – Martha Elefteriadu a Tena Elefteriadu – (Pavol Hammel / Jarmila Konrádová) – ...a desky dál stárnou (1983)
- Hrajeme swing – Martha Elefteriadu a Tena Elefteriadu – (Ch. Jackson / Pavel Žák) – 1977
- Hrál sis, hrál – (Pavel Větrovec / Pavel Fiala) – Kresby tuší (1980)
- Hrej,ať stromy roztančíš – Martha Elefteriadu a Tena Elefteriadu – (Benny Andersson, Stig Anderson, Bjorn Ulvaeus / Oskar Man) – Hrej,ať stromy roztančíš/Odjezd (1976)
- Hrej dál (Hey Tonight) – Martha Elefteriadu a Tena Elefteriadu – (John Cameron Fogerty / Petr Ulrych) – Hrej dál (1971)

## Ch
- Chelidoni jasu (Nazdar vlaštovko) – Martha Elefteriadu a Tena Elefteriadu – (h: / t:) – Nejkrásnější řecké písně (1992)
- Chorepsete, chorepsete (Do kola, do kola) – Martha Elefteriadu a Tena Elefteriadu – (h: / t:) – Děti z Pirea (1995)

## I
- In´i zoi (To je život) – Martha Elefteriadu a Tena Elefteriadu – (h: / t:) – Nejkrásnější řecké písně (1992)

## J
- Já budu tvý děvče hodný – Martha Elefteriadu a Tena Elefteriadu – (Ladislav Tůma, Milan Baginský / Eduard Krečmar)
- Jada wozy kolorowe – Martha Elefteriadu a Tena Elefteriadu – ((Stefan Rembowski / Jerzy Ficowski) – Hrej dál (1971)
- Jako babí léto – Martha Elefteriadu a Tena Elefteriadu – (Aleš Sigmund / Aleš Sigmund) – Modré království (1973)
- Já nechci být zvědavá – Martha Elefteriadu a Tena Elefteriadu – (Aleš Sigmund / Aleš Sigmund)
- Jasemi (Jasmín) – Martha Elefteriadu a Tena Elefteriadu – (h: / t:) – Děti z Pirea (1995)
- Já vím, že nespíš – Martha Elefteriadu a Tena Elefteriadu – (Juraj Čierny / Vladimír Poštulka) – ...a desky dál stárnou (1983)
- Jedna denně nestačí – Yvetta Simonová a Milan Chladil a Martha Elefteriadu a Tena Elefteriadu a Bob Frídl – (J. Falcon / Zdeněk Borovec)
- Jednou půjdem světem – Martha Elefteriadu a Tena Elefteriadu – (Aleš Sigmund / Vladimír Poštulka) – Hrej dál (1971)
- Jen kámen – Martha Elefteriadu a Tena Elefteriadu – (Aleš Sigmund / Vladimír Poštulka) – Hrej dál (1971)
- Jen housle pláčou dál – Martha Elefteriadu a Tena Elefteriadu – (Aleš Sigmund / Aleš Sigmund) – Modré království (1973)
- Je to on – Martha Elefteriadu a Tena Elefteriadu – (Aleš Sigmund / Ondřej Suchý) – Je to on/Velká cena (1975), Ať se múzy poperou (1974), (2005)
- Jiorti Zeibekidon – Martha Elefteriadu a Tena Elefteriadu – (h: / t:) – 1977 – Řecké prázdniny, Největší hity (2001), V rytmu řeckého tance (2006)
- Jiasu Jianni, Ti Chabaria (sirto) – Martha Elefteriadu a Tena Elefteriadu – (h: / t:) – V rytmu řeckého tance (2006)
- Jiati fengari mu omorfo (Proč, můj krásný měsíci) – Martha Elefteriadu a Tena Elefteriadu – (h: / t:) – Děti z Pirea (1995)

## K
- Kardula mu (Srdíčko moje) – Martha Elefteriadu a Tena Elefteriadu – (h: / t:) – Děti z Pirea (1995)
- Kathe limani ke kaimos (Každý přístav je jako žal) – Martha Elefteriadu a Tena Elefteriadu – (h: / t:) – Nejkrásnější řecké písně (1992)
- Kde? Kdy? Já a ty – Martha Elefteriadu a Vladimír Merta – (Vladimír Merta / Vladimír Merta) – Kresby tuší (1980)
- Kde se hvězdy očím ztrácejí (Without You) – Martha Elefteriadu a Tena Elefteriadu – (Pete Ham, Tom Evans / Aleš Sigmund) – Modré království (1973)
- Kdybych měl solnej důl – Martha Elefteriadu a Tena Elefteriadu – (Aleš Sigmund / Ladislav Vencálek)
- Když mám svátek – Martha Elefteriadu a Tena Elefteriadu – (Aleš Sigmund / Aleš Sigmund) – Hrej dál (1971)
- Když má srdce půst – Martha Elefteriadu a Tena Elefteriadu – (Aleš Sigmund / Aleš Sigmund – Když má srdce půst / Přání děravé loďky (1969)
- Kluci na motorkách – Martha Elefteriadu a Tena Elefteriadu – (Juraj Čierny / Vladimír Čort) – 1983 – ...a desky dál stárnou (1983), Řecké prázdniny, Největší hity (2001), Ať se múzy poperou (2005)
- Kokino garifalo (Červený karafiát) – Martha Elefteriadu a Tena Elefteriadu – (h: / t:) – Nejkrásnější řecké písně (1992)
- Kolem páté – Martha Elefteriadu a Tena Elefteriadu – (Aleš Sigmund / Aleš Sigmund) – Modré království (1973), Ať se múzy poperou (2005)
- Koukám na tebe a zapomínám jak se jmenuji (Se kitao ke xechnao t´onoma mu) – Martha Elefteriadu a Tena Elefteriadu – (h: / t:) – Řecké slunce (2001)
- Kresby tuší – Martha Elefteriadu a Tena Elefteriadu – (h: / t:) – 1980 – Řecké prázdniny, Největší hity (2001)

## L
- Lefteris – Martha Elefteriadu a Tena Elefteriadu – (Stavros Xarchakos / Nik Gatsos) – Řecké prázdniny (1977)
- Lengo (Ellada) – Martha Elefteriadu a Tena Elefteriadu – (Jean Makropoulos / Jean Makropoulos) – 1977 – Řecké prázdniny (1977), Řecké prázdniny, Největší hity (2001)
- Létání bez křídel – Martha Elefteriadu a Tena Elefteriadu – (Juraj Čierny / Martha Elefteriadu) – ...a desky dál stárnou (1983), Řecké prázdniny, Největší hity (2001)
- Léto, já a ty – Martha Elefteriadu a Tena Elefteriadu – (Ladislav Tůma, Milan Baginský / Vladimír Poštulka) – 1972

## M
- Madalena, Madalio (di pat) – Martha Elefteriadu a Tena Elefteriadu – (h: / t:) – V rytmu řeckého tance (2006)
- Maják (Well Watch the Sun Coming Up) – Martha Elefteriadu a Tena Elefteriadu – (Austin Roberts, Christopher Welch / Pavel Žák) – Ať se múzy poperou (1974)
- Mám ráda běh – (Michael Kocáb / Pavel Kopta) – Kresby tuší (1980)
- Mana mu ke Panajia – Martha Elefteriadu a Tena Elefteriadu – (h: / t:) – 1971 – Řecké prázdniny, Největší hity (2001)
- Maria Me Ta Kitrina (sirto) – Martha Elefteriadu a Tena Elefteriadu – (h: / t:) – V rytmu řeckého tance (2006)
- Markiza (Útočiště před bouří) – Martha Elefteriadu a Tena Elefteriadu – (h: / t:) – Děti z Pirea (1995)
- Matia mu (Oči moje) – Martha Elefteriadu a Tena Elefteriadu – (h: / t:) – Děti z Pirea (1995)
- Má to takhle být (Ruby My Love) – Martha Elefteriadu a Tena Elefteriadu – (Cat Stevens / Aleš Sigmund – Až se vdám... (1974)
- Medicína (When, You Find Out Where You're Goin Let Me Know) – Martha Elefteriadu a Tena Elefteriadu – (Linda Laurie / Ondřej Suchý) – Modré království (1973)
- Melancholická noc – (Michael Kocáb / Jiří Dědeček) – Kresby tuší (1980)
- Měla jsem vždycky smůlu – (Dežo Ursiny / Pavel Kopta) – Kresby tuší (1980)
- Me t'aspro to mantili (Bílý šátek) – Martha Elefteriadu a Tena Elefteriadu – (h: / t:) – Děti z Pirea (1995)
- Metikos – Martha Elefteriadu a Tena Elefteriadu – (George Mustaki / George Mustaki) – 1977 – Řecké prázdniny (1977), Řecké prázdniny, Největší hity (2001)
- Mikro mu alfavitari (Můj malý slabikáři) – Martha Elefteriadu a Tena Elefteriadu – (h: / t:) – Nejkrásnější řecké písně (1992)
- Milisse Mou – Martha Elefteriadu a Tena Elefteriadu – (Manos Hadjidakis / Nik Gatsos) – 1977 – Řecké prázdniny (1977), Řecké prázdniny, Největší hity (2001)
- Modravé svítání (No More Tears) – Martha Elefteriadu a Tena Elefteriadu – (Paul Jabara, Bruce Roberts / Martha Elefteriadu) – ...a desky dál stárnou (1983)
- Modré království – Martha Elefteriadu – (Aleš Sigmund / Aleš Sigmund) – Modré království (1973), Ať se múzy poperou (2005)
- Mono pu me kitas (Stačí, když se na mě díváš) – Martha Elefteriadu a Tena Elefteriadu – (h: / t:) – Nejkrásnější řecké písně (1992)
- Mythos – Martha Elefteriadu a Tena Elefteriadu – (Manos Hadjidakis / Thrasivoule Stavrou) – Řecké prázdniny (1977)

## N
- Náměstí – Martha Elefteriadu a Tena Elefteriadu – (Aleš Sigmund / Aleš Sigmund) – Ať se múzy poperou (1974), (2005)
- Nejdelší most (Tant pis pour moi) – Martha Elefteriadu a Tena Elefteriadu – (Ralph Bernet, Danyel Gérard / Aleš Sigmund) – Modré království (1973)
- Nejsi stejná (I Shall Be Released) – (Bob Dylan / Vladimír Poštulka) – Proč přicházíš tak pozdě, lásko / Nejsi stejná (1988)
- Nejvíc má kdo se umí smát – Vulkán & Martha Elefteriadu a Tena Elefteriadu – (Aleš Sigmund / Aleš Sigmund) – Nejvíc má kdo se umí smát/Dancing In the Street (1969)
- Neříkej mi, že mě znáš – Martha Elefteriadu a Tena Elefteriadu – (Juraj Čierny / Vladimír Čort) – ...a desky dál stárnou (1983)
- Noční cesta velkoměsta – Martha Elefteriadu a Tena Elefteriadu – (Aleš Sigmund / Pavel Žák) – Ať se múzy poperou (1974)

## 0
- Odjezd – Martha Elefteriadu a Tena Elefteriadu – (Pavel Pelc / Oskar Man) – Hrej,ať stromy roztančíš/Odjezd (1976)
- Odpovědi na otázky – Martha Elefteriadu a Tena Elefteriadu – (Aleš Sigmund / Ondřej Suchý) – Až se vdám... (1974)
- Odysseas (San ton Odyssea) – Martha Elefteriadu a Tena Elefteriadu – (h: / t:) – Řecké slunce (2001)
- Od zítřka máme dovolenou – Martha Elefteriadu a Tena Elefteriadu – (Aleš Sigmund / Pavel Žák) – Ať se múzy poperou (1974), (2005)
- Ola Kala (chasaposerviko) – Martha Elefteriadu a Tena Elefteriadu – (h: / t:) – V rytmu řeckého tance (2006)
- O Mythos – Martha Elefteriadu a Tena Elefteriadu – (Manos Hadjidakis / Manos Hadjidakis) – Hrej dál (1971)
- O taxidiotis (Poutník) – Martha Elefteriadu a Tena Elefteriadu – (h: / t:) – Děti z Pirea (1995)

## P
- Pafti vrochi (Padá déšť) – Martha Elefteriadu a Tena Elefteriadu – (h: / t:) – Nejkrásnější řecké písně (1992)
- Pedi ap tin Anaviso (Chlapec z Anaviso) – Martha Elefteriadu a Tena Elefteriadu – (h: / t:) – Nejkrásnější řecké písně (1992)
- Pedia tu Pirea (Děti z Pirea) – Martha Elefteriadu a Tena Elefteriadu – (h: / t:) – Děti z Pirea (1995)
- Pio kali i monaxia (Lepší je samota) – Martha Elefteriadu a Tena Elefteriadu – (h: / t:) – Nejkrásnější řecké písně (1992)
- Píseň pro vás – Martha Elefteriadu a Tena Elefteriadu – (Aleš Sigmund / Pavel Cmíral) – Bouře/Píseň pro vás (1969)
- Počítáme do sta – Martha Elefteriadu a Tena Elefteriadu – (traditional / Aleš Sigmund) – Ať se múzy poperou (1974)
- Pojď dál (Summer In the City) – Martha Elefteriadu a Tena Elefteriadu – (John Sebastian, Steve Boone / Michael Žantovský) – ...a desky dál stárnou (1983)
- Podmračená neděle (Sinefiasmeni) – Martha Elefteriadu a Tena Elefteriadu – (h: / t:) – Řecké slunce (2001)
- Podzimní odpoledne – (Oskar Petr / Martha Elefteriadu) – Kresby tuší (1980)
- Polárka – Martha Elefteriadu a Tena Elefteriadu – (Jan Burian / Jan Buria]) – Tento týden v pátek/Polárka (1978)
- Poslední závěj – Martha Elefteriadu a Vulkán – (Aleš Sigmund, Martha Elefteriadu / Aleš Sigmund) – River Deep, Mountain High/Poslední závěj (1969)
- Proč přicházíš tak pozdě, lásko? – Martha Elefteriadu – (Pavel Krejča / Vladimír Poštulka) – 1988 – Proč přicházíš tak pozdě, lásko / Nejsi stejná (1988), Řecké prázdniny, Největší hity (2001), Ať se múzy poperou (2005)
- Proměna – (Vladimír Mišík / Pavel Kopta) – Kresby tuší (1980)
- Přání děravé loďky – Martha Elefteriadu a Tena Elefteriadu – (Aleš Sigmund, Martha Elefteriadu / Aleš Sigmund) – Dál než slunce vstává (1970)
- Přijď – Martha Elefteriadu a Tena Elefteriadu – (Aleš Sigmund, Martha Elefteriadu / J.Tůma) – Až se vdám... (Život je jen náhoda/Přijď (1970))
- Přístavy (Ta limania) – Martha Elefteriadu a Tena Elefteriadu – Řecké slunce (2001)
- Půlnoc je dlouhá – Martha Elefteriadu a Tena Elefteriadu – (Juraj Čierny / Vladimír Čort) – ...a desky dál stárnou (1983), Řecké prázdniny, Největší hity (2001)
- Půlnoc je pro mne ránem – Martha Elefteriadu a Tena Elefteriadu – (Aleš Sigmund / Vladimír Poštulka) – 1972 – Hrej dál (1971), Řecké prázdniny, Největší hity (2001), Ať se múzy poperou (2005)

## R
- Račte vstoupit – Martha Elefteriadu a Tena Elefteriadu – (Katarzyna Gärtnerová / Ondřej Suchý) – Dirlada/Račte vstoupit (1972)
- Rescue Me – Martha Elefteriadu a Tena Elefteriadu – Martha Elefteriadu a Tena Elefteriadu – (Gontella Bess / Gontella Bess) – 1.4.1969
- River Deep, Mountain High – Martha Elefteriadu a Vulkán – (Phillip Spector, Ellie Greenwich, Jeff Barry) – River Deep, Mountain High/Poslední závěj (1969)

## Ř
- Řecké slunce (Matia vurkomena) – Martha Elefteriadu a Tena Elefteriadu – (h: / t:) – Řecké slunce (2001)

## S
- Sny moje, mí mládenci (Onira mu, agoria mu) – Martha Elefteriadu a Tena Elefteriadu – (h: / t:) – Řecké slunce (2001)
- Srdce na dlani – Martha Elefteriadu a Tena Elefteriadu – (Aleš Sigmund / Pavel Cmíral) – 1970 – Srdce na dlani... (1970), Řecké prázdniny, Největší hity (2001), Ať se múzy poperou (2005)
- Starý známý jménem čas (Creeque Alley) – Martha Elefteriadu a Tena Elefteriadu – (John Phillips, Michelle Gilliam / Aleš Sigmund) – Modré království (1973)
- Stařec a dvě holky– Martha Elefteriadu a Tena Elefteriadu – (Aleš Sigmund / Vladimír Poštulka) – Sulejmon/Stařec a dvě holky (1971)
- Sto Lavrio Jinete Choros (garsilama) – Martha Elefteriadu a Tena Elefteriadu – (h: / t:) – V rytmu řeckého tance (2006)
- Strive Spango (chasaposerviko) – Martha Elefteriadu a Tena Elefteriadu – (h: / t:) – V rytmu řeckého tance (2006)
- Strose To Stroma Su (sirtaki) – Martha Elefteriadu a Tena Elefteriadu – (h: / t:) – V rytmu řeckého tance (2006)
- Stu Belami to uzeri (U Belamiho) – Martha Elefteriadu a Tena Elefteriadu – (h: / t:) – Nejkrásnější řecké písně (1992)
- Sulejmon – Martha Elefteriadu a Tena Elefteriadu a Emanuel Sideridis – (Neil Diamond / Vladimír Poštulka) – 1971 – Sulejmon/Stařec a dvě holky (1971), Řecké prázdniny, Největší hity (2001), Ať se múzy poperou (2005)
- Svatá opilosti (Ajia methi) – Martha Elefteriadu a Tena Elefteriadu – (h: / t:) – Řecké slunce (2001)
- Svatba v Soluni – Martha Elefteriadu a Tena Elefteriadu – (Aleš Sigmund / Aleš Sigmund) – Ať se múzy poperou (1974)
- Svatojánská pouť – Martha Elefteriadu a Tena Elefteriadu – (Aleš Sigmund, Martha Elefteriadu / Petr Ulrych) – 1971 – Dál než slunce vstává (1970), Řecké prázdniny, Největší hity (2001), Ať se múzy poperou (2005)
- Svět se mi rájem stal – Martha Elefteriadu a Tena Elefteriadu – (Aleš Sigmund / Aleš Sigmund) – Modré království (1973)

## T
- Tachdromos (Pošťák) – Martha Elefteriadu a Tena Elefteriadu – (h: / t:) – Nejkrásnější řecké písně (1992)
- Taka Taka (garsilama) – Martha Elefteriadu a Tena Elefteriadu – (h: / t:) – V rytmu řeckého tance (2006)
- Talisman (I Mytilinia) – Martha Elefteriadu a Tena Elefteriadu – (Georgios Katsaros, Pythagoras / Aleš Sigmund) – Hrej dál (1971)
- Tam chtěla bych být – Martha Elefteriadu a Tena Elefteriadu – Martha Elefteriadu a Tena Elefteriadu – (Aleš Sigmund / Petr Ulrych, Aleš Sigmund) – 1968[2]
- Tam dole na trhu (Kato sta lemonadika) – Martha Elefteriadu a Tena Elefteriadu – (h: / t:) – Řecké slunce (2001)
- Tančím, vzhůru se dívej – Martha Elefteriadu a Tena Elefteriadu – (Juraj Čierny / Vladimír Čort)
- Tango (Jia ena tango) – Martha Elefteriadu a Tena Elefteriadu – (h: / t:) – Řecké slunce (2001)
- Táto, pojď si hrát – Martha Elefteriadu a Tena Elefteriadu – (Aleš Sigmund / Pavel Žák) – Ať se múzy poperou (2005)
- Thalassaki mu (Moře moje milé) – Martha Elefteriadu a Tena Elefteriadu – (h: / t:) – Děti z Pirea (1995)
- Thalassino trifyli (Mořský trojlístek) – Martha Elefteriadu a Tena Elefteriadu – (h: / t:) – Děti z Pirea (1995)
- Teď máš co jsi chtěl – Martha Elefteriadu a Tena Elefteriadu – (Aleš Sigmund / Pavel Cmíral) – Dál než slunce vstává (1970)
- Ten můj ráj (Hey You Love) – Martha Elefteriadu a Tena Elefteriadu – (Van Hemmert, Van Hoff / Aleš Sigmund) – Ať se múzy poperou (1974)
- Tento týden v pátek (Save the Bones For Henry Jones) – Martha Elefteriadu a Tena Elefteriadu – (Vernon Lee, Danny Barer / Jiří Suchý) – 1978 – Tento týden v pátek/Polárka (1978), Řecké prázdniny, Největší hity (2001)
- The Fruit On the Threes – Martha Elefteriadu a Tena Elefteriadu – (Aleš Sigmund / I. Lowes) – Dál než slunce vstává (1970)
- Tohle Boogie–Woogie (Boogie Woogie Bugle Boy) – Martha Elefteriadu a Tena Elefteriadu – (Don Raye, Hughie Prince / Ondřej Suchý) – 1973 – Modré království (1973), Řecké prázdniny, Největší hity (2001), Ať se múzy poperou (2005)
- Tohle že máš být ty? – (Michael Kocáb / Martha Elefteriadu) – Kresby tuší (1980)
- To Meraki M'echi Piasi (chasaposerviko) – Martha Elefteriadu a Tena Elefteriadu – (h: / t:) – V rytmu řeckého tance (2006)
- To Palikari Ehi Kaimo – Martha Elefteriadu a Tena Elefteriadu – (Mikis Theodorakis / Manos Eleftheriou) – 1977 – Řecké prázdniny (1977), Řecké prázdniny, Největší hity (2001)
- To proto to tragudi (První píseň) – Martha Elefteriadu a Tena Elefteriadu – (h: / t:) – Nejkrásnější řecké písně (1992)
- To všetko bolo včera – Martha Elefteriadu a Tena Elefteriadu – (Bohuš Trnečka / Ján Štrasser) – Dál než slunce vstává (1970)
- Tři džbánky – Martha Elefteriadu a Tena Elefteriadu – (Aleš Sigmund / Pavel Žák) – Ať se múzy poperou (1974)
- Tu Andra Tu Pola Vari (tzamiko) – Martha Elefteriadu a Tena Elefteriadu – (h: / t:) – V rytmu řeckého tance (2006)
- Tzamaika (Jamaika) – Martha Elefteriadu a Tena Elefteriadu – (h: / t:) – Nejkrásnější řecké písně (1992)

## U
- Údolí snů – Martha Elefteriadu a Tena Elefteriadu – (Aleš Sigmund / Pavel Cmíral) – Dál než slunce vstává (1970)
- Ukolébavka – Martha Elefteriadu a Tena Elefteriadu – (Aleš Sigmund / Vladimír Poštulka) – Modré království (1973)
- Unavená socha – Martha Elefteriadu a Tena Elefteriadu – (Aleš Sigmund / Vladimír Poštulka) – Hrej dál (1971), Ať se múzy poperou (2005)

## V
- Večerní ukolébavka – Martha Elefteriadu a Tena Elefteriadu – (Aleš Sigmund / Aleš Sigmund) – Srdce na dlani... (1970)
- Velká cena – Martha Elefteriadu a Tena Elefteriadu – (Aleš Sigmund / Aleš Sigmund) – Je to on/Velká cena (1975)
- Viď, že mě máš rád – Martha Elefteriadu a Tena Elefteriadu – (Juraj Čierny / Michal Bukovič) – ...a desky dál stárnou (1983)
- Vítám slunce ranní – Martha Elefteriadu a Tena Elefteriadu a Dežo Ursiny – (Dežo Ursiny / Pavel Kopta) – Kresby tuší (1980)''
- Víte kolik vám je? – Martha Elefteriadu a Tena Elefteriadu – (traditional/ Pavel Žák) – Ať se múzy poperou (1974)
- V přístavu Pireas (Ston Pirea) – Martha Elefteriadu a Tena Elefteriadu – (h: / t:) – Řecké slunce (2001)
- Výlet po řece – (Michael Kocáb / Pavel Kopta) – Kresby tuší (1980)

## Z
- Zilia mu (Žárlivost) – Martha Elefteriadu a Tena Elefteriadu – (h: / t:) – Děti z Pirea (1995)
- Zlatý květ – Martha Elefteriadu a Tena Elefteriadu – (Aleš Sigmund / Aleš Sigmund) – Hrej dál (1971)
- Znám tichej kout – Martha Elefteriadu a Tena Elefteriadu – (Aleš Sigmund / Pavel Cmíral) – Dál než slunce vstává (1970)
- Zoologická zahrada – Martha Elefteriadu a Tena Elefteriadu – (Aleš Sigmund / Ondřej Suchý) – Až se vdám... (1974)
- Zorbas (sirtaki) – Martha Elefteriadu a Tena Elefteriadu – (h: / t:) – V rytmu řeckého tance (2006)
- Zpívá zvon (Chapel Of Love) – Martha Elefteriadu a Tena Elefteriadu – (Jeff Barry, Ellie Greenwich, Phil Spector / Pavel Žák) – ...a desky dál stárnou (1983)
- Zpívám si jen tak (The Heart Of the Country) – Martha Elefteriadu a Tena Elefteriadu – (Paul McCartney / Aleš Sigmund) – Modré království (1973)
- Zpívej tu píseň kouzelnou – Martha Elefteriadu a Tena Elefteriadu a Bob Frídl – (Tony Romeo / Pavel Cmíral) – 1970 – Řecké prázdniny, Největší hity (2001), Ať se múzy poperou (2005)

## Ž
- Žasnu nad sebou (Aporo) – Martha Elefteriadu a Tena Elefteriadu – (h: / t:) – Řecké slunce (2001)
- Život je jen náhoda – Martha Elefteriadu a Tena Elefteriadu – (Jaroslav Ježek / Jiří Voskovec, Jan Werich [původně nazpívali]) – Život je jen náhoda/Přijď (1970), Ať se múzy poperou (2005)

## Nahrávky Panton – Supraphon
Toto je seznam nahrávek, singlů Marthy a Teny Elefteriadu pro firmu Panton a Supraphon.
Nahrávky jsou řazeny podle roku.
- Tam chtěla bych být 2:00

hudba+text Aleš Sigmund původní, text Petr Ulrych, 
Martha Elefteriadu zpěv, Tena Elefteriadu zpěv, Vulkán
  
Datum dokončení: 10.6.1968, Místo nahrání: Čs. rozhlas Brno 
- Rescue Me 2:40

Podtitul: Ochraň mne, hudba+text Gontella Bess,
Martha Elefteriadu zpěv, Tena Elefteriadu zpěv, Vulkán
 
Datum dokončení: 1.4.1969, Místo nahrání: Čs. rozhlas Brno 
- Dancing In The Street 3:30

Podtitul: Tančíme na ulici (Tanec na ulici), hudba Marvin Gaye, původní text William Stevenson, aranžmá Aleš Sigmund, Martha Elefteriadu zpěv, Tena Elefteriadu zpěv, Vulkán
 
Datum dokončení: 1.4.1969, Místo nahrání: Čs. rozhlas Brno 
- Falešné brýle 2:20

hudba+text Aleš Sigmund, Martha Elefteriadu zpěv, Tena Elefteriadu zpěv,Vulkán
 
Datum dokončení: 11.4.1969 Místo nahrání: Čs. rozhlas Brno, nevyšlo 
- Nejvíc má kdo se umí smát 2:49

hudba+text Aleš Sigmund, Martha Elefteriadu zpěv, Tena Elefteriadu zpěv, Vulkán
  
Datum dokončení: 12.4.1969 Místo nahrání: Neznámé 
- Život je jen náhoda 3:08

hudba Jaroslav Ježek, původní text Jiří Voskovec, Jan Werich, aranžmá Aleš Sigmund, Martha Elefteriadu zpěv, Tena Elefteriadu zpěv, 
Vulkán
  
Datum dokončení: 24.9.1969 Místo nahrání: Studio Smečky 
- Přijď 3:15

hudba Aleš Sigmund, hudba Martha Elefteriadu, původní text J. Tůma, aranžmá Aleš Sigmund, Martha Elefteriadu zpěv Tena Elefteriadu zpěv, Vulkán
  
Datum dokončení: 24.9.1969 Místo nahrání: Studio Smečky 
- River Deep, Mountain High 3:36

hudba+text Phillip Spector hudba+text Ellie Greenwich, hudba+text Jeff Barry, Martha Elefteriadu zpěv, Vulkán
  
Datum dokončení: 17.2.1970 Místo nahrání: Čs. rozhlas Brno 
- Poslední závěj 4:30

hudba Martha Elefteriadu, hudba+text Aleš Sigmund, Martha Elefteriadu zpěv, Vulkán
  
Datum dokončení: 17.2.1970 Místo nahrání: Čs. rozhlas Brno 
- Píseň pro vás 3:24

hudba Aleš Sigmund, text Pavel Cmíral, aranžmá Aleš Sigmund, Martha Elefteriadu zpěv, Tena Elefteriadu zpěv, Skupina Aleše Sigmunda
  
Datum dokončení: 17.2.1970 Místo nahrání: Čs. rozhlas Brno 
- Bouře 2:06

hudba+text Aleš Sigmund, aranžmá Aleš Sigmund, Martha Elefteriadu zpěv, Tena Elefteriadu zpěv, Vulkán
  
Datum dokončení: 17.2.1970, Místo nahrání: Čs. rozhlas Brno 
- Zpívej tu píseň kouzelnou 2:53

hudba+text Tony Romeo, český text Pavel Cmíral, aranžmá Aleš Sigmund, Bob Frídl zpěv, Martha Elefteriadu zpěv, Tena Elefteriadu zpěv, Skupina Aleše Sigmunda
  
Datum dokončení: 11.3.1970 Místo nahrání: Čs. rozhlas Brno 
- To všetko bolo včera 3:23

hudba Bohuš Trnečka, původní text Ján Štrasser, aranžmá Vladimír Popelka, Martha Elefteriadu zpěv, Tena Elefteriadu zpěv,
Festivalový orchestr řídí Josef Vobruba
 
Datum dokončení: 18.4.1970 Místo nahrání: Čs. rozhlas Brno 
- Já budu tvý děvče hodný 3:04

hudba Ladislav Tůma, hudba Milan Baginský, původní text Eduard Krečmar, Martha Elefteriadu zpěv, Tena Elefteriadu zpěv, 
Orchestr Karla Vlacha
  
Datum dokončení: 12.5.1970 Místo nahrání: Studio Smečky 
- Srdce na dlani 2:40

hudba+text Aleš Sigmund původní text Pavel Cmíral, Martha Elefteriadu zpěv Tena Elefteriadu zpěv, Velký symfonický orchestr Čs. rozhlasu /VSOČR/ dirigent Miloš Machek, Skupina Aleše Sigmund

Datum dokončení: 31.5.1970 Místo nahrání: Čs. rozhlas Brno 
- Horké slzy 2:36

hudba+text Lidová řecká, nový text Jan Fiala, Martha Elefteriadu zpěv, Tena Elefteriadu zpěv, Skupina Aleše Sigmunda
 
Datum dokončení: 31.5.1970 Místo nahrání: Čs. rozhlas Brno 
- Večerní ukolébavka 3:43

hudba+text Aleš Sigmund, Martha Elefteriadu zpěv, Tena Elefteriadu zpěv, Velký symfonický orchestr Čs. rozhlasu (VSOČR), dirigent Miloš Machek, Skupina Aleše Sigmunda

Datum dokončení: 31.5.1970 Místo nahrání: Čs. rozhlas Brno 
- Dnes večer nejsem k mání 2:20

hudba+text Aleš Sigmund, Martha Elefteriadu zpěv, Tena Elefteriadu zpěv, Skupina Aleše Sigmunda
   
datum dokončení: 31.5.1970, místo nahrání: Čs. rozhlas Brno, 
- Dál než slunce vstává (Let the Midnight Special) 3:44

hudba+text Traditional, Nakladatel Traditional – Czech title, český text Petr Ulrych, aranžmá Aleš Sigmund, Martha Elefteriadu zpěv, Tena Elefteriadu zpěv, Skupina Aleše Sigmunda
  
datum dokončení: 31.8.1970, místo nahrání: Čs. rozhlas Brno 
- Svatojánská pouť 3:57

hudba Aleš Sigmund, hudba Martha Elefteriadu, původní text Petr Ulrych, aranžmá Aleš Sigmund, Martha Elefteriadu zpěv, Tena Elefteriadu zpěv, Skupina Aleše Sigmunda
 
datum dokončení: 31.8.1970, místo nahrání: Čs. rozhlas Brno 
- Znám tichej kout 3:06

hudba Aleš Sigmund, původní text Pavel Cmíral, aranžmá Aleš Sigmund, Martha Elefteriadu zpěv, Tena Elefteriadu zpěv, Skupina Aleše Sigmunda
   
datum dokončení: 28.9.1970, místo nahrání: Čs. rozhlas Brno 
- Teď máš co jsi chtěl 3:15

hudba Aleš Sigmund, původní text Pavel Cmíral, aranžmá Aleš Sigmund, Martha Elefteriadu zpěv, Tena Elefteriadu zpěv, 
Skupina Aleše Sigmunda
   
datum dokončení: 28.9.1970, místo nahrání: Čs. rozhlas Brno 
- Údolí snů 3:00

hudba Aleš Sigmund původní text Pavel Cmíral, aranžmá Aleš Sigmund, Martha Elefteriadu zpěv, Tena Elefteriadu zpěv, Skupina Aleše Sigmunda
  
datum dokončení: 28.9.1970, místo nahrání: Čs. rozhlas Brno 
- The Fruit On The Trees 2:30

hudba Aleš Sigmund, původní text Ian Lowes, aranžmá Aleš Sigmund, Martha Elefteriadu zpěv, Skupina Aleše Sigmunda
 
datum dokončení: 28.9.1970, místo nahrání: Čs. rozhlas Brno 
- Hop skok 2:20

hudba+text Aleš Sigmund, hudba Martha Elefteriadu, aranžmá Aleš Sigmund, Martha Elefteriadu zpěv, Tena Elefteriadu zpěv, Skupina Aleše Sigmunda
 
datum dokončení: 28.9.1970, místo nahrání: Čs. rozhlas Brno 
- Přání děravé loďky 3:03

hudba+text Aleš Sigmund, hudba Martha Elefteriadu, aranžmá Zdeněk Kluka, Martha Elefteriadu zpěv, Tena Elefteriadu zpěv, 
Skupina Aleše Sigmunda
 
datum dokončení: 28.9.1970, místo nahrání: Čs. rozhlas Brno 
- Bílej dům (El condor pasa) 3:12

hudba+text Traditional, nový text Petr Ulrych, aranžmá Aleš Sigmund, Martha Elefteriadu zpěv, Skupina Aleše Sigmunda
   
datum dokončení: 28.9.1970, místo nahrání: Čs. rozhlas Brno 
- Děti z Pirea (Les enfants du Pirée) 2:53

hudba+text Manos Hadjidakis, Martha Elefteriadu zpěv, Tena Elefteriadu zpěv, Skupina Aleše Sigmunda
  
datum dokončení: 28.9.1970, místo nahrání: Čs. rozhlas Brno 
- Bílá skála (I Mortes) 3:02

hudba Georgos Mouzakis původní text Gianis Ioanidis, český text Petr Ulrych, aranžmá Aleš Sigmund, Martha Elefteriadu zpěv, Tena Elefteriadu zpěv, Skupina Aleše Sigmunda
 
datum dokončení: 13.3.1971, místo nahrání: Čs.rozhlas Brno 
- Margarita, Margaró 3:09

hudba+text Mikis Theodorakis, aranžmá Aleš Sigmund, Martha Elefteriadu zpěv, Tena Elefteriadu zpěv, Skupina Aleše Sigmunda
  
datum dokončení: 13.3.1971, místo nahrání: Čs.rozhlas Brno 
- Me t´aspro to mantili 2:41

Podtitul: Bílým šátečkem ti zamávám, hudba Manos Hadjidakis, původní text Nik Gatsos, aranžmá Aleš Sigmund, Martha Elefteriadu zpěv, Tena Elefteriadu zpěv, Skupina Aleše Sigmunda
  
Datum dokončení: 13.3.1971, místo nahrání: Čs.rozhlas Brno 
- Grigori mou 2:46,

Podtitul: Můj Grigori, hudba Stavros Xarchakos, původní text Nik Gatsos, aranžmá Aleš Sigmund, Martha Elefteriadu zpěv, Tena Elefteriadu zpěv, Skupina Aleše Sigmunda 
 
datum dokončení: 13.3.1971, místo nahrání: Čs.rozhlas Brno 
- Apopse stis akrojalies 3:13,

Podtitul: Pojď, ukážu ti jaký je život, hudba+text Vasilis Tsitsanis, aranžmá Aleš Sigmund, Martha Elefteriadu zpěv, Tena Elefteriadu zpěv, Skupina Aleše Sigmunda
 
datum dokončení: 13.3.1971, místo nahrání: Čs.rozhlas Brno 
- Vale na pjis na pjio 2:57,

Podtitul: Nalej mi, ať se napiji, hudba Ap Kaldaras původní text J. Papanikolopoulos, aranžmá Aleš Sigmund, Martha Elefteriadu zpěv, Tena Elefteriadu zpěv, Skupina Aleše Sigmunda
  
datum dokončení: 13.3.1971, místo nahrání: Čs.rozhlas Brno 
- Fevgo stin avghi 2:50,

Podtitul: Odcházím do ciziny, hudba Dimu Moutsi, původní text Nik Gatsos, aranžmá Aleš Sigmund,Martha Elefteriadu zpěv, Tena Elefteriadu zpěv, Skupina Aleše Sigmunda
 
datum dokončení: 13.3.1971, místo nahrání:  Čs.rozhlas Brno 
- Mana mou kai Panajia 3:58,

Podtitul: Matko moje a panno Marie, 
hudba+text Mikis Theodorakis, aranžmá Aleš Sigmund, Martha Elefteriadu zpěv Tena Elefteriadu zpěv, Skupina Aleše Sigmunda
 
datum dokončení: 13.3.1971, místo nahrání: Čs.rozhlas Brno 
- Lemonaki 0:36,

Podtitul: Citronovník, hudba+text Lidová řecká, aranžmá Aleš Sigmund, Martha Elefteriadu zpěv Tena Elefteriadu zpěv, Skupina Aleše Sigmunda
   
datum dokončení: 13.3.1971, místo nahrání: Čs.rozhlas Brno 
- Sulejmon 3:47,

hudba+text Neil Diamond, 
český text Vladimír Poštulka, aranžmá Aleš Sigmund, 
Martha Elefteriadu zpěv, Tena Elefteriadu zpěv, Emanuel Sideridis zpěv, 
Skupina Aleše Sigmunda,  
Datum dokončení: 13.5.1971 Místo nahrání: Čs. rozhlas Brno 
- Stařec a dvě holky 2:46,

hudba Aleš Sigmund, původní text Vladimír Poštulka, 
aranžmá Aleš Sigmund, 
Martha Elefteriadu zpěv, Tena Elefteriadu zpěv, 
Skupina Aleše Sigmunda,  
Datum dokončení: 13.5.1971 Místo nahrání: Čs. rozhlas Brno 
- Já znám lék (Bye, Bye, Love) 2:53,

hudba+text Felice Bryant, hudba+text Boudleaux Bryant, 
český text Aleš Sigmund, aranžmá Aleš Sigmund, 
Martha Elefteriadu zpěv, Tena Elefteriadu zpěv, 
Skupina Aleše Sigmunda,  
Datum dokončení: 13.5.1971 Místo nahrání: Čs. rozhlas Brno 
- Sejdeme se jako dřív 4:03,

hudba+text Aleš Sigmund, aranžmá Aleš Sigmund, 
Martha Elefteriadu zpěv, Tena Elefteriadu zpěv, 
Skupina Aleše Sigmunda,  
Datum dokončení: 13.5.1971 Místo nahrání: Čs. rozhlas Brno 
- Kdybych měla solnej důl 2:40,

hudba Aleš Sigmund, původní text Ladislav Vencálek, 
Martha Elefteriadu zpěv, Tena Elefteriadu zpěv, 
Skupina Aleše Sigmunda,  
Datum dokončení: 30.9.1971 Místo nahrání: Čs.rozhlas Brno 
- Talisman (I Mytilinia) 3:00,

hudba+text Georgios Katsaros, 
hudba+text Pithagoras /v. j. Papastamatiou/, 
nový text Aleš Sigmund aranžmá Ladislav Tuhý, 
Martha Elefteriadu zpěv, Tena Elefteriadu zpěv, 
Skupina Aleše Sigmunda,  
Datum dokončení: 30.11.1971 Místo nahrání: Čs.rozhlas Brno 
- Půlnoc je pro mne ránem 2:40,

hudba Aleš Sigmund, původní text Vladimír Poštulka,aranžmá Aleš Sigmund, 
Martha Elefteriadu zpěv, Tena Elefteriadu zpěv, 
Skupina Aleše Sigmunda,  
Datum dokončení: 30.11.1971 Místo nahrání: Čs.rozhlas Brno 
- O Mythos 3:23,

hudba Manos Hadjidakis, původní text Thrasivoule Stavrou, aranžmá Ladislav Tuhý, 
Martha Elefteriadu zpěv, Tena Elefteriadu zpěv, Emanuel Sideridis zpěv, 
Skupina Aleše Sigmunda,  
Datum dokončení: 30.11.1971 Místo nahrání: Čs.rozhlas Brno 
- Zlatý květ 3:26,

hudba+text Aleš Sigmund, aranžmá Aleš Sigmund, 
Martha Elefteriadu zpěv, Tena Elefteriadu zpěv, 
Skupina Aleše Sigmunda,  
Datum dokončení: 30.11.1971 Místo nahrání: Čs.rozhlas Brno 
- Jada wozy kolorowe 2:53,

hudba Stefan Rembowski, původní text Jerzy Tadeusz Ficowski, 
aranžmá Ladislav Tuhý,
Martha Elefteriadu zpěv, Tena Elefteriadu zpěv,  
Skupina Aleše Sigmunda,  
Datum dokončení: 30.11.1971 Místo nahrání: ČS.rozhlas Brno 
- Hlava se mi zatočila (One After 909) 2:29,

hudba+text John Lennon, hudba+text Paul James Mc Cartney,  
český text Aleš Sigmund, aranžmá Ladislav Tuhý, 
Martha Elefteriadu zpěv, Tena Elefteriadu zpěv, 
Skupina Aleše Sigmunda,  
Datum dokončení: 30.11.1971 Místo nahrání: Čs.rozhlas Brno 
- Jen kámen 6:16,

hudba+text Aleš Sigmund, původní text Vladimír Poštulka, 
aranžmá Aleš Sigmund, aranžmá Max Wittmann, 
Martha Elefteriadu zpěv, Tena Elefteriadu zpěv, 
Skupina Aleše Sigmunda,  
Smyčcový orchestr Čs. rozhlasu dirigent Miloš Machek,
Datum dokončení: 30.11.1971 Místo nahrání: Čs.rozhlas Brno 
- Unavená socha 3:33,

hudba Aleš Sigmund, původní text Vladimír Poštulka, 
aranžmá Aleš Sigmund, aranžmá Max Wittmann, 
Martha Elefteriadu zpěv, Tena Elefteriadu zpěv, 
Skupina Aleše Sigmunda,  
Smyčcový orchestr Čs. rozhlasu, dirigent Miloš Machek 
Datum dokončení: 30.11.1971, Místo nahrání: Čs.rozhlas Brno 
- Hrej dál (Hey Tonight) 2:24

hudba+text John Cameron Fogerty, český text Petr Ulrych, aranžmá Ladislav Tuhý, 
Martha Elefteriadu zpěv, Tena Elefteriadu zpěv, Skupina Aleše Sigmunda,  
Datum dokončení: 30.11.1971, Místo nahrání: Čs.rozhlas Brno 
- Co všem je známo (To Love Somebody) 4:33,

hudba+text Barry Alan Gibb, hudba+text Robin Hugh Gibb, 
nový text Aleš Sigmund aranžmá Ladislav Tuhý, 
Martha Elefteriadu zpěv, Tena Elefteriadu zpěv, 
Skupina Aleše Sigmunda,  
Datum dokončení: 30.11.1971, Místo nahrání: Čs.rozhlas Brno, 
- Když mám svátek 3:28

hudba+text Aleš Sigmund, aranžmá Aleš Sigmund, 
Martha Elefteriadu zpěv, Tena Elefteriadu zpěv, Skupina Aleše Sigmunda,  
Datum dokončení: 30.11.1971, Místo nahrání: Čs.rozhlas Brno, 
- Jednou spolu půjdem světem 3:44

hudba Aleš Sigmund, původní text Vladimír Poštulka, aranžmá Aleš Sigmund, 
Martha Elefteriadu zpěv, Tena Elefteriadu zpěv, Skupina Aleše Sigmunda,  
Datum dokončení: 30.11.1971, Místo nahrání: Čs.rozhlas Brno 
- Dirlada (Oh, Dirlada) 2:51

hudba+text Pandelis Ginis, český text Ondřej Suchý, aranžmá Ladislav Tuhý, 
Martha Elefteriadu zpěv, Tena Elefteriadu zpěv, Skupina Aleše Sigmunda,  
Datum dokončení: 1972, Místo nahrání: Čs. rozhlas Brno 
- Račte vstoupit dále 1:48

hudba+text Katarzyna Gärtner, nový text Ondřej Suchý, aranžmá Ladislav Tuhý, 
Martha Elefteriadu zpěv, Tena Elefteriadu zpěv, Skupina Aleše Sigmunda,  
Datum dokončení: 1972, Místo nahrání: Čs. rozhlas Brno, 
- Kolem páté 2:43,

hudba+text Aleš Sigmund, aranžmá Aleš Sigmund, 
Martha Elefteriadu zpěv, Tena Elefteriadu zpěv, Skupina Aleše Sigmunda,  
Datum dokončení: 1972, Místo nahrání: Čs. rozhlas Brno 
- Jen housle pláčou dál 2:35,

hudba+text Aleš Sigmund, aranžmá Aleš Sigmund, 
Martha Elefteriadu zpěv, Tena Elefteriadu zpěv, Skupina Aleše Sigmunda,  
Datum dokončení: 1972, Místo nahrání: Čs. rozhlas Brno 
- Albatros 2:55,

hudba Aleš Sigmund, původní text Zdeněk Rytíř, aranžmá Jaromír Hnilička, 
Martha Elefteriadu zpěv Tena Elefteriadu zpěv, 
Orchestr Gustava Broma (+ vokální sbor), 
Datum dokončení: 16.5.1972, Místo nahrání: Čs. rozhlas Brno 
- Pan Provázek pro štěstí 2:24,

hudba Aleš Sigmund, původní text Ondřej Suchý, aranžmá Aleš Sigmund, 
Martha Elefteriadu zpěv, Tena Elefteriadu zpěv, Skupina Aleše Sigmunda,  
Datum dokončení: 1973, Místo nahrání: Čs. rozhlas Brno 
- Babylón (Rock-a-bye) 2:21

hudba+text Ricker – Green, nový text Aleš Sigmund, 
nový text Ondřej Suchý, aranžmá Aleš Sigmund, 
Martha Elefteriadu zpěv, Tena Elefteriadu zpěv, Skupina Aleše Sigmunda,  
Datum dokončení: 1973, Místo nahrání: Čs. rozhlas Brno, 
- Já nechci být zvědavá 3:00,

hudba+text Aleš Sigmund, aranžmá Aleš Sigmund, 
Martha Elefteriadu zpěv, Tena Elefteriadu zpěv, Skupina Aleše Sigmunda,  
Datum dokončení: 3.1.1973, Místo nahrání: Čs. rozhlas Brno, 
- Modré království 3:26,

hudba+text Aleš Sigmund, aranžmá Max Wittmann, aranžmá Aleš Sigmund, 
Martha Elefteriadu zpěv, Skupina Aleše Sigmunda,  Smyčcový kvartet,  
Datum dokončení: 4.2.1973, Místo nahrání: Studio A Karlín, 
- Medicína (When, You Find Out Where You're Goin Let Me Know) 2:47,

hudba+text Linda Laurie, nový text Ondřej Suchý, 
aranžmá Aleš Sigmund, Martha Elefteriadu zpěv, Skupina Aleše Sigmunda,  
Smyčcový orchestr Čs. rozhlasu dirigent Miloš Machek, 
Datum dokončení: 4.2.1973 Místo nahrání: Studio A Karlín 
- Tohle boogie – woogie (Boogie Woogie Bugle Boy) 2:36,

hudba Don Raye, původní text Hughie Prince,  
český text Aleš Sigmund, aranžmá Aleš Sigmund, 
Martha Elefteriadu zpěv, Tena Elefteriadu zpěv,
Skupina Aleše Sigmunda,  Orchestr Gustava Broma,  
Datum dokončení: 4.2.1973, Místo nahrání: Čs. rozhlas Brno 
- Kde se hvězdy očím ztrácejí (Without You) 3:13,

hudba+text Pete Ham, William Collins, Tom Evans, hudba+text Joseph Molland, 
hudba+text Michael Gibbins, český text Aleš Sigmund, aranžmá Aleš Sigmund, 
Martha Elefteriadu zpěv, Tena Elefteriadu zpěv, Skupina Aleše Sigmunda,  
Orchestr Studio Brno /OSB/ dirigent Miloš Machek, 
Datum dokončení: 4.2.1973, Místo nahrání: Čs. rozhlas Brno, 
- Nejdelší most (Tant pis pour moi) 3:04,

hudba Daniele Rose Gérard (Gerard Kherlakian; ps. Gerard Danyel), 
původní text Ralph Bernet, český text Aleš Sigmund, aranžmá Miroslav Hanák, 
Martha Elefteriadu zpěv, Tena Elefteriadu zpěv, Skupina Aleše Sigmunda,  
Smyčcový orchestr Čs. rozhlas, dirigent Miloš Machek, 
Datum dokončení: 4.2.1973, Místo nahrání: Studio A Karlín 
- Ukolébavka 3:55,

hudba Aleš Sigmund, původní text Vladimír Poštulka, 
aranžmá Max Wittmann, aranžmá Aleš Sigmund, Tena Elefteriadu zpěv, 
Skupina Aleše Sigmunda,  Smyčcový orchestr Čs. rozhlasu dirigent Miloš Machek, 
Datum dokončení: 4.2.1973, Místo nahrání: Studio A Karlín, 
- Jako babí léto 3:53,

hudba+text Aleš Sigmund, aranžmá Aleš Sigmund, 
Martha Elefteriadu zpěv, Skupina Aleše Sigmunda,  
Smyčcový orchestr Čs. rozhlasu dirigent Miloš Machek, 
Datum dokončení: 4.2.1973, Místo nahrání: Studio A Karlín, 
- Zpívám si jen tak (The Heart Of The Country) 2:38,

hudba+text Paul James Mc Cartney, nový text Aleš Sigmund, aranžmá Aleš Sigmund, 
Martha Elefteriadu zpěv, Tena Elefteriadu zpěv, Skupina Aleše Sigmunda,  
Datum dokončení: 4.2.1973, Místo nahrání: Studio A Karlín, 
- Starý známý jménem čas (Creeque Alley) 3:21,

hudba+text John E. Phillips, hudba+text Michele Gilliam, 
nový text Aleš Sigmund, aranžmá Aleš Sigmund, aranžmá Ladislav Tuhý, 
Martha Elefteriadu zpěv, Tena Elefteriadu zpěv, Skupina Aleše Sigmunda, 
Datum dokončení: 4.2.1973 Místo nahrání: Studio A Karlín, 
- Svět se mi rájem stal 3:28,

hudba+text Aleš Sigmund, aranžmá Aleš Sigmund, aranžmá Max Wittmann, 
Martha Elefteriadu zpěv, Tena Elefteriadu zpěv, 
Skupina Aleše Sigmunda,  Smyčcový orchestr Čs. rozhlasu dirigent Miloš Machek 
Datum dokončení: 4.2.1973, Místo nahrání: Studio A Karlín, 
- Zpátky k pramenům 3:40,

hudba Bohuslav Sedláček, původní text Václav Fischer, 
aranžmá Bohuslav Sedláček, Martha Elefteriadu zpěv, 
Sbor Lubomíra Pánka,  Taneční orchestr Čs.rozhlasu (TOČR) dirigent Josef Vobruba 
Datum dokončení: 24.5.1973, Místo nahrání: Čs. rozhlas, 
- Léto, já a ty 2:46,

hudba Ladislav Tůma, hudba Milan Baginský, 
původní text Vladimír Poštulka, 
Martha Elefteriadu zpěv, Tena Elefteriadu zpěv, 
dirigent Tomáš Háša, 
Datum dokončení: 7.9.1973, Místo nahrání: Čs. rozhlas Praha, 
- Vteřiny 3:36,

hudba Aleš Sigmund, původní text Ondřej Suchý, 
Martha Elefteriadu zpěv, Tena Elefteriadu zpěv, Skupina Aleše Sigmunda,  
Datum dokončení: 22.10.1973, Místo nahrání: Čs. rozhlas Brno 
- Noční cesta velkoměsta 2:32,

hudba Aleš Sigmund, původní text Pavel Žák, úprava Aleš Sigmund, 
Martha Elefteriadu zpěv, Tena Elefteriadu zpěv, Skupina Aleše Sigmunda,  
Datum dokončení: 1974, Místo nahrání: Čs. rozhlas 
- Duhová zář 2:02,

hudba+text Aleš Sigmund, aranžmá Aleš Sigmund, 
Martha Elefteriadu zpěv, Tena Elefteriadu zpěv, Skupina Aleše Sigmunda  
Datum dokončení: 1974, Místo nahrání: Čs. rozhlas Brno 
- Ten můj ráj (Hey You Love) 2:26,

hudba Hans Chr. van Hemert, hudba Van P. Wilgen, 
původní text Van Hoff, nový text Aleš Sigmund, aranžmá Aleš Sigmund, 
Martha Elefteriadu zpěv, Tena Elefteriadu zpěv, Skupina Aleše Sigmunda,  
Orchestr Studio Brno /OSB/ (Dechová a smyčcová sekce), 
Datum dokončení: 1974, Místo nahrání: Čs. rozhlas Brno 
- Od zítřka máme dovolenou 2:40,

hudba Aleš Sigmund, původní text Pavel Žák, aranžmá Aleš Sigmund, 
Martha Elefteriadu zpěv, Tena Elefteriadu zpěv, Skupina Aleše Sigmunda,  
Datum dokončení: 1974, Místo nahrání: Čs. rozhlas Brno 
- Počítáme do sta 2:15,

hudba Lidová česká, původní text Aleš Sigmund, aranžmá Aleš Sigmund, 
Martha Elefteriadu zpěv, Tena Elefteriadu zpěv, Skupina Aleše Sigmunda,  
Datum dokončení: 1974, Místo nahrání: Čs. rozhlas Brno 
- Víte, kolik vám je? 3:57,

hudba Lidová česká, původní text Pavel Žák, aranžmá Aleš Sigmund, 
Martha Elefteriadu zpěv, Tena Elefteriadu zpěv, Skupina Aleše Sigmunda,  
Datum dokončení: 1974, Místo nahrání: Čs. rozhlas Brno 
- Tři džbánky 3:1,

hudba Aleš Sigmund, původní text Pavel Žák, aranžmá Aleš Sigmund, 
Martha Elefteriadu zpěv, Tena Elefteriadu zpěv, Skupina Aleše Sigmunda,  
Datum dokončení: 1974 Místo nahrání: Čs. rozhlas Brno 
- Maják (We´ll Watch The Sun Coming Up) 3:05,

hudba+text Austin Roberts, hudba+text Chris Welch,nový text Pavel Žák, 
aranžmá Ladislav Tuhý, 
Martha Elefteriadu zpěv, Tena Elefteriadu zpěv, Skupina Aleše Sigmunda,  
Datum dokončení: 1974, Místo nahrání: Čs. rozhlas Brno 
- Byl můj přítel (You´ve Got A Friend) 4:24,

hudba+text Carole King, český text Pavel Žák,aranžmá Ladislav Tuhý, 
Martha Elefteriadu zpěv, Tena Elefteriadu zpěv, Skupina Aleše Sigmunda,  
Orchestr Studio Brno /OSB/ (Dechová a smyčcová sekce), 
Datum dokončení: 1974, Místo nahrání: Čs. rozhlas Brno 
- Náměstí 3:19,

hudba+text Aleš aranžmá Aleš Sigmund, 
Martha Elefteriadu Tena Elefteriadu Skupina Aleše Sigmunda,  
Orchestr Studio Brno /OSB/ (Dechová a smyčcová sekce) 
Datum dokončení: Místo nahrání: Čs. rozhlas Brno 
- Ať se múzy poperou (My Music) 2:45,

hudba+text Jim Messina, hudba+text Kenneth Clark Loggins,
český text Pavel aranžmá Ladislav Tuhý, 
Martha Elefteriadu Tena Elefteriadu Skupina Aleše Sigmunda,  
Datum dokončení: Místo nahrání: Čs. rozhlas Brno 
- Je to on 3:18,

hudba Aleš původní text Ondřej Suchý, aranžmá Aleš Sigmund, 
Martha Elefteriadu zpěv, Tena Elefteriadu zpěv, Skupina Aleše Sigmunda,  
Datum dokončení: 1974, Místo nahrání: Čs. rozhlas Brno 
- Až se vdám (On My Love) 2:31,

hudba+text Jimmy Cliff,nový text Aleš Sigmund, aranžmá Aleš Sigmund, 
Martha Elefteriadu zpěv, Tena Elefteriadu zpěv, Skupina Aleše Sigmunda,  
Datum dokončení: 23.4.1974, Místo nahrání: Neznámé 
- Zoologická zahrada 2:12,

hudba Aleš Sigmund, původní text Ondřej Suchý, aranžmá Aleš Sigmund, 
Martha Elefteriadu zpěv, Tena Elefteriadu zpěv, Skupina Aleše Sigmunda,  
Datum dokončení: 23.4.1974, Místo nahrání: Čs. rozhlas Brno 
- Má to takhle být (Ruby My Love) 2:41,

hudba+text Cat Stevens, nový text Aleš Sigmund, aranžmá Aleš Sigmund, 
Martha Elefteriadu zpěv, Tena Elefteriadu zpěv, Skupina Aleše Sigmunda,  
Datum dokončení: 23.4.1974, Místo nahrání: Neznámé 
- Odpovědi na otázky 3:01,

hudba Aleš Sigmund, původní text Ondřej Suchý, 
Martha Elefteriadu zpěv, Tena Elefteriadu zpěv, Orchestr Václava Zahradníka,  
Datum dokončení: 23.4.1974, Místo nahrání: Čs. rozhlas Praha 
- Náměstí 3:21,

hudba+text Aleš Sigmund, Martha Elefteriadu zpěv, Tena Elefteriadu zpěv, 
Taneční orchestr Čs.rozhlasu (TOČR) řídí Josef Vobruba, 
Datum dokončení: 28.4.1974, Místo nahrání: Studio A 
- Soul Of The Man 3:48,

hudba+text Sain, 
Martha Elefteriadu zpěv, Tena Elefteriadu zpěv, Vulkán,  
Datum dokončení: 5.6.1974, Místo nahrání: Čs. rozhlas Brno 
- Saturday Nights 2:21,

hudba Aleš Sigmund, původní text Ian Lowes, 
Martha Elefteriadu zpěv, Tena Elefteriadu zpěv, Vulkán,  
Datum dokončení: 5.6.1974, Místo nahrání: Čs. rozhlas Brn 
- It's Always Ever The Same 3:18,

hudba Aleš Sigmund,původní text Ian Lowes, 
Martha Elefteriadu zpěv, Tena Elefteriadu zpěv, Vulkán,  
Datum dokončení: 5.6.1974, Místo nahrání: Čs. rozhlas Brno 
- Čuk a Gek 2:03,

hudba Aleš Sigmund, původní text Ondřej Suchý, 
Martha Elefteriadu zpěv, Tena Elefteriadu zpěv, 
Orchestr Studio Brno /OSB/dirigent Erik Knirsch, 
Datum dokončení: 27.6.1974, Místo nahrání: Čs. rozhlas Brno 
- Rej nočních duchů 2:20,

hudba+text Aleš Sigmund, Martha Elefteriadu zpěv, Tena Elefteriadu zpěv, 
Skupina Aleše Sigmunda,  
Datum dokončení: 27.6.1974,Místo nahrání: Čs. rozhlas 
- Táto, pojď si hrát 4:12,

hudba Aleš Sigmund, původní text Pavel Žák, aranžmá Jiří Svoboda, 
Martha Elefteriadu zpěv, Tena Elefteriadu zpěv, 
Karel Vlach se svým orchestrem,  
Datum dokončení: 13.5.1975, Místo nahrání: Studio Dejvice 
- Velká cena 3:25,

hudba Aleš Sigmund, původní text Pavel Žák, 
Martha Elefteriadu zpěv, Tena Elefteriadu zpěv, 
Gustav Brom se svým orchestrem,  
Datum dokončení: 16.9.1975, Místo nahrání: Čs. rozhlas Brno 
- Táto, pojď si hrát 3:15,

hudba Aleš původní text Pavel Žák, 
Martha Elefteriadu Tena Elefteriadu zpěv, 
Orchestr Čs. televize /ČST/ dirigent Václav Zahradník, 
Datum dokončení: 26.11.Místo nahrání: Čs. televize
- Odjezd 24´05,  2:51,

hudba Pavel původní text Oskar aranžmá Pavel Pelc, 
Martha Elefteriadu Tena Elefteriadu Bob Frídl zpěv, 
Skupina Jana Sochora,  
Datum dokončení: 22.2.1976, Místo nahrání: Čs. rozhlas Brno, 
- Hrej, ať stromy roztančíš (Bang A Boomerang) 2:48,

hudba+text Benny Goran Andersson, hudba+text Stig Erik Leopold Anderson, 
hudba+text Björn Ulvaeus, nový text Oskar Man, aranžmá Jan Sochor, 
Martha Elefteriadu zpěv, Tena Elefteriadu zpěv, Bob Frídl zpěv,
Skupina Jana Sochora,  
Datum dokončení: 22.2.1976, Místo nahrání: Čs. rozhlas Brno 
- Aspra, kokkina, kitrina, ble 2:42,

Podtitul: Bílé, červené, žluté a modré, 
hudba Dem Moutsis, původní text Jean Logothetis,
Martha Elefteriadu zpěv, Tena Elefteriadu zpěv, Skupina Jana Sochora,  
Datum dokončení: 18.11.1976, Místo nahrání: Čs. rozhlas Brno 
- Ghiorti Zeibekidon 3:06,

Podtitul: Svátek Zeibekidů, hudba Ap Kaldaras, 
původní text Pithagoras /v. j. Papastamatiou/, 
Martha Elefteriadu zpěv, Skupina Jana Sochora,  
Datum dokončení: 18.11.1976, Místo nahrání: Čs. rozhlas Brno 
- Mythos 3:23,

Podtitul: Příběh, hudba Manos Hadjidakis, 
původní text Thrasivoule Stavrou, 
Martha Elefteriadu zpěv, Tena Elefteriadu zpěv, Skupina Jana Sochora,  
Datum dokončení: 18.11.1976, Místo nahrání: Čs. rozhlas Brno 
- Delfini delfinaki 2:23,

Podtitul: Delfínek, hudba Manos Loizos, 
původní text Lefteris Papadapoulos, 
Martha Elefteriadu zpěv, Tena Elefteriadu zpěv, Skupina Jana Sochora,  
Datum dokončení: 18.11.1976, Místo nahrání: Čs. rozhlas Brno 
- Dimitroula mou 2:50,

Podtitul: Dimitrulo má, hudba+text Pan Toundas, 
Martha Elefteriadu Tena Elefteriadu zpěv, 
Skupina Jana Sochora  
Datum dokončení: 18.11.Místo nahrání: Čs. rozhlas Brno 
- Metikos 3:10

Podtitul: Tulák, hudba+text George Mustaki 
Martha Elefteriadu zpěv 
Skupina Jana Sochora  
Datum dokončení: 18.11.1976 
Místo nahrání: Čs. rozhlas Brno 
- Ama lefterothi i Kriti 4:22

Podtitul: Až bude Kréta svobodná, hudba+text Manos Hadjidakis 
Martha Elefteriadu zpěv, Tena Elefteriadu zpěv 
Skupina Jana Sochora  
Datum dokončení: 18.11.1976 
Místo nahrání: Čs. rozhlas Brno 
- To palikari ehi kaimo 2:21

Podtitul: Mládenec je smutný, hudba Mikis Michel Theodorakis, původní text Manos Eleftheriou 
Martha Elefteriadu zpěv 
Skupina Jana Sochora  
Datum dokončení: 18.11.1976 
Místo nahrání: Čs. rozhlas Brno 
- Lengo (Ellada) 5:33

Podtitul: Řecko, hudba+text Jean Makropoulos 
Martha Elefteriadu zpěv 
Skupina Jana Sochora  
Datum dokončení: 18.11.1976 
Místo nahrání: Čs. rozhlas Brno 
- Aspri mera 3:33

Podtitul: Bílý den, hudba Stavros Xarchakos, původní text Nik Gatsos 
Martha Elefteriadu zpěv, Tena Elefteriadu zpěv 
Skupina Jana Sochora  
Datum dokončení: 18.11.1976 
Místo nahrání: Čs. rozhlas Brno 
- Milisse mou 3:20

Podtitul: Promluv na mě, hudba Manos Hadjidakis, původní text Nik Gatsos 
Martha Elefteriadu zpěv, Tena Elefteriadu zpěv 
Skupina Jana Sochora  
Datum dokončení: 18.11.1976 
Místo nahrání: Čs. rozhlas Brno 
- Lefteris 3:16

hudba Stavros Xarchakos, původní text Nik Gatsos 
Martha Elefteriadu zpěv, Tena Elefteriadu zpěv 
Skupina Jana Sochora  
Datum dokončení: 18.11.1976 
Místo nahrání: Čs. rozhlas Brno 
- Dachtyridakia 2:22

hudba+text Lidová řecká 
Martha Elefteriadu zpěv, Tena Elefteriadu zpěv 
Skupina Jana Sochora  
Datum dokončení: 18.11.1976 
Místo nahrání: Čs. rozhlas Brno 
- Horizont 4:08

hudba Martin Kratochvíl, původní text Oskar Petr 
Martha Elefteriadu zpěv 
Jazz Q  
Datum dokončení: 27.10.1977 
Místo nahrání: Smetanovo divadlo 
- Horký vítr 4:43

hudba Martin Kratochvíl 
původní text Martha Elefteriadu 
Martha Elefteriadu zpěv 
Jazz Q  
Datum dokončení: 27.10.1977 
Místo nahrání: Smetanovo divadlo 
- Tento týden v pátek (Save The Bones For Henry Jones) 3:17

hudba+text Vernon Lee, hudba+text Danny Barer, nový text Jiří Suchý 
Martha Elefteriadu zpěv, Tena Elefteriadu zpěv, Jiří Suchý zpěv 
Studiová skupina Igora Vavrdy  
Datum dokončení: 27.10.1977 
Místo nahrání: Čs. rozhlas Brno 
- Polárka 3:53

hudba+text Jan Burian, Martha Elefteriadu zpěv 
Studiová skupina Milana Svobody  
Datum dokončení: 27.10.1977 
Místo nahrání: Smetanovo divadlo 
- Dvě kresby tuší 3:28

hudba Michael Kocáb, původní text Pavel Kopta, aranžmá Michael Kocáb 
Martha Elefteriadu zpěv 
Studiová skupina Michaela Kocába  
Smyčcový orchestr, dirigent Oliver Dohnányi 
Datum dokončení: 18.4.1980 
Místo nahrání: Smetanovo divadlo 
- Dvě kresby tuší 1:26

hudba Michael Kocáb, původní text Pavel Kopta, aranžmá Michael Kocáb 
Martha Elefteriadu zpěv 
Michael Kocáb elektronické piano (+ syntezátor, el. smyčce) 
Smyčcové kvarteto  
Datum dokončení: 18.4.1980 
Místo nahrání: Smetanovo divadlo 
- Měla jsem vždycky smůlu 3:00

hudba Dežo Ursiny, původní text Pavel Kopta, aranžmá Michael Kocáb 
Martha Elefteriadu zpěv, sbory(Marie Jakoubková zpěv, Lída Nopová zpěv)
Studiová skupina Michaela Kocába  
Datum dokončení: 18.4.1980 
Místo nahrání: Smetanovo divadlo 
- Proměna 2:56

hudba Vladimír Mišík, původní text Pavel Kopta, aranžmá Michael Kocáb 
Martha Elefteriadu zpěv 
Studiová skupina Michaela Kocába, Smyčcový orchestr, dirigent Oliver Dohnányi 
Datum dokončení: 18.4.1980 
Místo nahrání: Smetanovo divadlo 
- Hrál sis hrál 2:39

hudba Pavel Větrovec, původní text Pavel Fiala, aranžmá Michael Kocáb 
Martha Elefteriadu zpěv 
Studiová skupina Michaela Kocába  
Datum dokončení: 18.4.1980 
Místo nahrání: Smetanovo divadlo  
- Výlet po řece 3:22

hudba Michael Kocáb, původní text Pavel Kopta, aranžmá Michael Kocáb 
Martha Elefteriadu zpěv 
Studiová skupina Michaela Kocába  
Datum dokončení: 18.4.1980 
Místo nahrání: Smetanovo divadlo 
- Kde? Kdy? Já a ty 4:48

hudba+text Vladimír Merta, aranžmá Michael Kocáb 
Martha Elefteriadu zpěv, Vladimír Merta zpěv 
Studiová skupina Michaela Kocába, Smyčcové kvarteto  
Datum dokončení: 18.4.1980 
Místo nahrání: Smetanovo divadlo 
- Mám ráda běh 4:08

hudba Michael Kocáb, původní text Pavel Kopta, aranžmá Michael Kocáb 
Martha Elefteriadu zpěv, sbor (Hana Löfflerová zpěv, Michael Kocáb zpěv)
Studiová skupina Michaela Kocába, Smyčcový orchestr řídí Oliver Dohnányi 
Datum dokončení: 18.4.1980 
Místo nahrání: Smetanovo divadlo 
- Melancholická noc 3:07

hudba Michael Kocáb, původní text Jiří Dědeček, aranžmá Michael Kocáb 
Martha Elefteriadu zpěv 
Studiová skupina Michaela Kocába  
Datum dokončení: 18.4.1980 
Místo nahrání: Smetanovo divadlo  
- Vítám slunce ranní 3:14

hudba Dežo Ursiny, původní text Pavel Kopta, aranžmá Michael Kocáb 
Martha Elefteriadu zpěv, Tena Elefteriadu zpěv, Dežo Ursiny zpěv 
Studiová skupina Michaela Kocába  
Datum dokončení: 18.4.1980 
Místo nahrání: Smetanovo divadlo 
- Podzimní odpoledne 3:32

hudba Oskar Petr, původní text Martha Elefteriadu, aranžmá Michael Kocáb 
Martha Elefteriadu zpěv 
Studiová skupina Michaela Kocába, Smyčcové kvarteto  
Datum dokončení: 18.4.1980 
Místo nahrání: Smetanovo divadlo 
- Tohle že máš být ty? 5:13

hudba Michael Kocáb, původní text Martha Elefteriadu, aranžmá Michael Kocáb 
Martha Elefteriadu zpěv, sbor (Helena Viktorinová zpěv, Marie Jakoubková zpěv) 
Smyčcový orchestr dirigent Oliver Dohnányi, Studiová skupina Michaela Kocába  
Datum dokončení: 18.4.1980 
Místo nahrání: Smetanovo divadlo 
- Dvě plus jeden 2:50

hudba+text Tony Hicks, nový text Pavel Žák 
Martha Elefteriadu zpěv, Tena Elefteriadu zpěv, Ivan Mládek zpěv 
Ivan Mládek se svou skupinou  
Datum dokončení: 1981 
Místo nahrání: Neznámé 
- Létání bez křídel 2:28

hudba Juraj Čierny, původní text Martha Elefteriadu, aranžmá Juraj Čierny 
Martha Elefteriadu zpěv 
Skupina Juraja Čierneho  
Datum dokončení: 31.8.1982 
Místo nahrání: Studio fy Opus, Pezinok 
- A desky dál stárnou (Making Your Mind Up) 2:42

hudba+text Andy Hill, hudba+text John Nigel Danter, český text Vladimír Čort, aranžmá Juraj Čierny 
Martha Elefteriadu zpěv, Tena Elefteriadu zpěv 
Skupina Juraja Čierneho  
Datum dokončení: 31.8.1982 
Místo nahrání: Studio fy Opus, Pezinok 
- Hotel Svět 3:10

hudba Pavol Hammel, původní text Jarmila Konrádová, aranžmá Juraj Čierny 
Martha Elefteriadu zpěv, Tena Elefteriadu zpěv 
Skupina Juraja Čierneho  
Datum dokončení: 31.8.1982 
Místo nahrání: Studio fy Opus, Pezinok 
- Půlnoc je dlouhá 3:35

hudba Juraj Čierny, původní text Vladimír Čort, aranžmá Juraj Čierny, aranžmá Tigran Abrahamjan 
Martha Elefteriadu zpěv, Tena Elefteriadu zpěv 
Skupina Juraja Čierneho  
Datum dokončení: 31.8.1982 
Místo nahrání: Studio fy Opus, Pezinok  
- Pojď dál (Summer In The City) 3:37

hudba+text John Benson Sebastian, hudba+text Steve Boone 
nový text Michael Žantovský, aranžmá Juraj Čierny 
Martha Elefteriadu zpěv, Tena Elefteriadu zpěv 
Skupina Juraja Čierneho  
Datum dokončení: 31.8.1982 
Místo nahrání: Studio fy Opus, Pezinok  
- Neříkej mi, že mě neznáš 3:08

hudba Juraj Čierny, původní text Vladimír Čort, aranžmá Juraj Čierny 
Martha Elefteriadu zpěv, Tena Elefteriadu zpěv 
Skupina Juraja Čierneho  
Datum dokončení: 31.8.1982 
Místo nahrání: Studio fy Opus, Pezinok 
- Zpívá zvon (Chapell Of Love) 2:34

hudba+text Phillip Spector, hudba+text Ellie Greenwich, nový text Pavel Žák, aranžmá Juraj Čierny 
Martha Elefteriadu zpěv, Tena Elefteriadu zpěv 
Skupina Juraja Čierneho  
Datum dokončení: 31.8.1982 
Místo nahrání: Studio fy Opus, Pezinok 
- Kluci na motorkách 3:06

hudba Juraj Čierny, původní text Vladimír Čort, aranžmá Juraj Čierny, aranžmá Tigran Abrahamjan 
Martha Elefteriadu zpěv, Tena Elefteriadu zpěv 
Skupina Juraja Čierneho  
Datum dokončení: 31.8.1982 
Místo nahrání: Studio fy Opus, Pezinok 
- Viď, že máš mě rád 3:40

hudba Juraj Čierny, původní text Michal Bukovič, aranžmá Juraj Čierny 
Martha Elefteriadu zpěv, Tena Elefteriadu zpěv 
Skupina Juraja Čierneho  
Datum dokončení: 31.8.1982 
Místo nahrání: Studio fy Opus, Pezinok 
- Já vím, že nespíš 3:20

hudba Juraj Čierny, původní text Vladimír Poštulka, aranžmá Juraj Čierny 
Martha Elefteriadu zpěv, Tena Elefteriadu zpěv 
Skupina Juraja Čierneho  
Datum dokončení: 31.8.1982 
Místo nahrání: Studio fy Opus, Pezinok 
- Dotěrný vítr (Fly Too High) 4:43

hudba Giorgio Moroder, původní text Janis Ian, český text Vladimír Poštulka, aranžmá Juraj Čierny, Tena Elefteriadu zpěv, Skupina Juraja Čierneho
   
datum dokončení: 21.3.1983, místo nahrání: Studio fy Opus, Pezinok 
- Modravé svítání (No More Tears) 4:42

hudba+text Paul F. Jabara, hudba+text Bruce Roberts, nový text Martha Elefteriadu, aranžmá Juraj Čierny, Martha Elefteriadu zpěv, Tena Elefteriadu zpěv, Skupina Juraja Čierneho
   
datum dokončení: 21.3.1983, místo nahrání: Studio fy Opus, Pezinok 
- Tančím, vzhůru se dívej 3:14

hudba Juraj Čierny, původní text Vladimír Čort, Martha Elefteriadu zpěv, Tena Elefteriadu zpěv
  
datum dokončení: 30.3.1983, místo nahrání: Čs. televize Bratislava  
- Štěstí 4:39

Podtitul: ze hry Smutek bláznivých panen, hudba Ferdinand Havlík, původní text Jiří Suchý, Martha Elefteriadu zpěv, Jiří Suchý zpěv 
Orchestr divadla Semafor řídí Ferdinand Havlík
 
datum dokončení: 1986, místo nahrání: Divadlo Semafor  
- Proč přicházíš tak pozdě, lásko 3:32

hudba Pavel Krejča, původní text Vladimír Poštulka, aranžmá Pavel Krejča, Martha Elefteriadu zpěv, Studiová skupina
 
datum dokončení: 6.11.1987, místo nahrání: Smetanovo divadlo 
- Nejsi stejná (I Shall Be Released) 3:52

hudba+text Bob Dylan, český text Vladimír Poštulka, aranžmá Petr Malásek, Martha Elefteriadu zpěv, Studiová skupina
   
datum dokončení: 8.12.1987, místo nahrání: Smetanovo divadlo